# Saint-Quirc
Saint-Quirc è un comune francese di 373 abitanti situato nel dipartimento dell'Ariège nella regione dell'Occitania.

## Società

### Evoluzione demografica
Abitanti censiti